# 奧蒂斯科鎮區 (密歇根州)
奧蒂斯科鎮區（英語：Ostico Township）是位於美國密歇根州愛奧尼亞縣的一個行政鎮區。

## 地方資料
奧蒂斯科鎮區的面積為82.90平方千米，當中陸地面積為81.80平方千米，而水域面積為1.10平方千米。根據2020年美國人口普查的數據，當地共有人口2268人，而人口密度為每平方千米27.36人。